# Fidżi na Letnich Igrzyskach Olimpijskich 1968
Fidżi na Letnich Igrzyskach Olimpijskich 1968, reprezentował 1 sportowiec w 1 dyscyplinie. Był to trzeci start reprezentacji Fidżi na letnich igrzyskach olimpijskich.

## Lekkoatletyka
Mężczyźni
| Zawodnik     | Konkurencja    | Kwalifikacje | Kwalifikacje | Finał                        | Finał                        |
| Zawodnik     | Konkurencja    | Wynik        | Miejsce      | Wynik                        | Miejsce                      |
| ------------ | -------------- | ------------ | ------------ | ---------------------------- | ---------------------------- |
| Viliame Liga | rzut oszczepem | 62.32 m      | 25           | Odpadł z dalszej rywalizacji | Odpadł z dalszej rywalizacji |